# Myrgawan
Myrgawan – wieś w Armenii, w prowincji Ararat. W 2011 roku liczyła 1606 mieszkańców.